# Carboneras, Sinaloa
Carboneras är en ort i Mexiko.   Den ligger i kommunen Guasave och delstaten Sinaloa, i den västra delen av landet, 1 200 km nordväst om huvudstaden Mexico City. Carboneras ligger 33 meter över havet och antalet invånare är 862.
Terrängen runt Carboneras är mycket platt. Runt Carboneras är det ganska tätbefolkat, med 100 invånare per kvadratkilometer. Närmaste större samhälle är Guasave, 18,6 km sydväst om Carboneras. Trakten runt Carboneras består till största delen av jordbruksmark.